# Big Robot
Big Robot è una serie a fumetti italiana ideata nel 1980 da Alberico Motta ed edita dalla casa editrice Edizioni Bianconi. Fu il primo fumetto italiano realizzato sullo stile di serie giapponesi come UFO Robot Goldrake e Jeeg Robot d'acciaio.

## Storia editoriale
Nei primi anni ottanta le vendite delle serie a fumetti della casa editrice Bianconi, famosa in Italia per le serie di Braccio di Ferro, Geppo, Nonna Abelarda, iniziarono a calare a causa del boom dei cartoni animati giapponesi. Big Robot fu un tentativo di agganciarsi alla nuova generazione di fumetti e della moda dei robot. La sua realizzazione nacque da un'idea di Alberico Motta, che non solo ne fu l'ideatore, ma anche sceneggiatore e disegnatore. Per velocizzare la produzione, Motta usò la fotocopiatrice per replicare le scene più frequenti: una tecnica usata anche dagli animatori giapponesi.
La serie esordì nel luglio del 1980 senza nessun preavviso o pubblicità, inserita nella “Collana Abelarda”. Vennero editi solo dodici numeri. Big Robot non ebbe una periodicità mensile costante; dopo il numero 7 del gennaio 1981 il numero 8 uscì ben 3 mesi dopo. Ogni numero di Big Robot conteneva 3 o 4 episodi per un totale di 37. A partire dal 2012, il fumetto viene ristampato in un volume in versione rivista dall'autore dalla casa editrice Kappalab, intitolato “Big Robot - La minaccia di Orkus” in cui sono state raccolte nove storie. Successivamente, nel 2014, Kappalab ha pubblicato un secondo volume intitolato “Big Robot - Scontro finale”. Rispetto all'edizione originale, Motta ha ripristinato i disegni dalle tavole originali, evitando i tagli che furono necessari per l'edizione Bianconi. Inoltre ha aggiornato anche alcuni testi, per approfondire i concetti espressi con la serie Big Robot.

## Trama
Il fumetto è ambientato in una Terra del futuro, devastata da una guerra atomica. I pochi sopravvissuti vivono tra le rovine, abbrutiti dalle radiazioni e avvolti in mantelli neri. Alcuni uomini che sono riusciti a salvare le conoscenze scientifiche del passato vivono nella Base Union, con l'obiettivo di riportare la Terra alle condizioni di un tempo. A capo della Base c'è il comandante Horion, aiutato dai suoi assistenti meccanici Luno e Trone.
Un giorno un meteorite cade sulla Terra e quando gli uomini vanno ad esaminarlo, trovano una bambina che si fa chiamare Alya. Dopo anni, la bambina non mostra nessun segno di crescita ma rivela poteri mentali sovraumani. Poco dopo il ritrovamento di Alya inizia l'attacco di misteriosi alieni dallo spazio che sono comandati da Orkus, un'entità tenebrosa che odia la vita. L'obiettivo principale dell'attacco è quello di eliminare la bambina, che rappresenta una minaccia per Orkus in quanto fonte di vita. Gli alieni lanciano i loro attacchi da una base spaziale sferica che si nasconde dietro la Luna. A capo della base c'è il braccio destro di Orkus, l'impassibile Fuher, col volto nascosto da una maschera di ferro.
Il comandante Horion, aiutato da Luno e Trone, per combattere gli alieni costruisce il Big Robot, un gigantesco robot dalle molte armi che, pilotato da Antares, riesce a difendere la Terra e Alya dagli invasori. Gli scontri tra Orkus e Big Robot si susseguono fino allo scontro finale, in cui il robot distrugge la base aliena insieme a Fuher. Orkus, dopo un ultimo tentativo di distruggere Alya, scompare per sempre e anche Alya, dopo la sconfitta di Orkus non compare più nella storia, lasciando un forte interrogativo nella serie.
Successivamente viene introdotta l'astronave "Sunbeam" capace di trasportare Big Robot al suo interno e da lì in poi c'è un alternarsi di avventure terrestri e spaziali.

## Personaggi principali
- Antares: è il giovane pilota di Big Robot. Fisicamente ricorda Actarus di UFO Robot Goldrake, ma non ha nulla a che fare con la sua personalità. Il suo carattere è ironico e sicuro di sé. Coraggioso e onesto, di animo semplice e schietto, Antares è il protagonista, anche se di fatto sembra una comparsa: la sua apparizione spesso riguarda solo la guida di Big Robot e le scene di combattimento. Non ci sono molte informazioni su di lui o sul suo passato. Il suo nome deriva dalla stella Antares.
- Comandante Horion: è il comandante della Base Union. Con barba e baffi ispidi, porta sempre una giacca aperta di colore blu. Permaloso e dall'aria trasandata, dirige le operazioni della Base anche se il cervello dietro a tutto è il robot Luno. Il nome "Horion" deriva dalla costellazione di Orione.
- Luno: dotato di grande intelligenza ed intuizione, Luno è un robot che è stato il progettista e il creatore della Base Union. Le sue analisi sugli alieni si rivelano sempre preziose per la risoluzione dei conflitti. Spesso assume persino atteggiamenti umani come la permalosità, la curiosità, la tristezza, la gentilezza. Il suo nome richiama la Luna, mentre il suo aspetto fisico ricorda il robot C-3PO di Guerre stellari.
- Trone: gigantesco e goffo robot della base, aiuta Luno nelle azioni di fatica. Non è molto sveglio ma ha una grande sensibilità.
- Alya: è una creatura immortale dotata di poteri superumani. È atterrata sulla Terra con un meteorite e successivamente è stata accolta dalla Base Union. Rappresenta una forza misteriosa e positiva del Cosmo che Orkus vuole distruggere. Ha capelli lunghi e biondi, e grandi occhi azzurri. Sta spesso con un ragazzo della base, Tomy, e col gatto Myzar al quale è molto affezionata. Il suo nome ha molti significati. Richiama la stella Alya ma ci sono anche altri significati: ad esempio in arabo Alya significa "cielo" o "divinità" mentre in ebraico significa "ascendere".
- Big Robot: è il robot gigante della Base Union progettato da Luno. Nel processo di assemblaggio, Antares, una volta indossata la tuta, corre al "Big Control" che è la testa e si trova alla Base Union. Il Big Control si dirige verso un'area tra le montagne, detta " Ring Center" dove emette degli impulsi radio che richiamano i componenti (detti "frazioni") del Big Robot. Le sue armi sono:

1. Pugno d'accaio: simile al "pugno a razzo" di Mazinga Z
2. Missili spaziali: partono dalle corna del Robot
3. Rete Nyflon: filo di materiale sintetico col quale Big Robot cattura i nemici
4. Folgore galattica: raggi elettrici che partono da due emettitori circolari che si trovano sul petto del robot
5. Massima propulsione: Big Robot si lancia come un missile contro l'avversario, distruggendolo
6. Energia totale (raggi fotonici alla massima potenza): sono raggi di energia fotonica che partono dagli occhi del Big Robot

- Imperatore Orkus: è il capo degli alieni Hydra. È un'entità incorporea e parla con il suo sottoposto Fuher attraverso uno schermo su cui compare il suo volto, che si forma attraverso vibrazioni negative. Il suo scopo è quello di dominare l'universo, nel modo più negativo, cioè distruggendolo. Orkus non è un alieno Hydra, ma si serve di loro per raggiungere i suoi scopi. Vuole distruggere la Terra perché vede Alya come una minaccia alla sua esistenza nell'universo. Orkus appare come l'equivalente del diavolo, perché assume solo una "forma spirituale" e odia il corpo e la carne, in sostanza la creazione, di cui parla con disprezzo. Il nome "Orkus" richiama la figura dell'orco delle fiabe.
- Fuher: è il comandante in capo degli alieni Hydra. Orkus lo chiama solo Fuher e i suoi sottoposti lo chiamano "Eccellenza". Ha il volto coperto da una maschera di ferro e il suo corpo è coperto da una tonaca-mantello che lo avvolge, nascondendo così le mutilazioni alle quali Orkus lo sottopone a causa dei suoi fallimenti contro Big Robot. Fisicamente ricorda Dart Fener di Guerre stellari. Carismatico e imperativo, è totalmente sottomesso ad Orkus. Il suo nome ricorda quello di Adolf Hitler, chiamato "Führer".
- Nanus: deforme e intelligente scienziato, è al servizio di Fuher. Spesso è la mente degli attacchi a Base Union. Somiglia a Gollum del Signore degli Anelli.
- Asteria: donna degli Hydra dall'aspetto seducente, è in realtà un androide privo di sentimenti. Asteria fa solo due apparizioni prima di essere uccisa da Luno. Il suo nome richiama il termine latino “aster” per definire le stelle.
- Alieni Hydra e Robot nemici: gli alieni Hydra compaiono poco: in genere hanno l'aspetto di uomini con la testa a forma di teschio e una divisa che ricorda uno scheletro. Anche gli alieni hanno dei loro robot che sono guidati da piloti e possono parlare esprimendo i pensieri dei loro guidatori. Altre volte sono mostri creati da Nanus, dotati di coscienza e intelligenza.

## Ambientazioni
- Base Union: è l'avamposto della nuova civiltà terrestre dopo la guerra atomica. Guidata dal comandante Horion, è la sede da dove partono il Big Control e gli aerogetti. Tutti i protagonisti vivono lì, compresa Alya che sembra vivere in una casa accanto alla Base Union insieme a Tomy e al gatto Myzar.
- Base Nera: è la base degli alieni Hydra ed è simile alla Morte Nera di Guerre stellari. È una gigantesca costruzione satellitare a forma di sfera che si nasconde dietro la Luna. La comanda Fuher e da lì partono gli attacchi alla Base Union.
- Città distrutte: ogni città della Terra è stata distrutta, formando scenari da “dopobomba”. Ci vivono i pochi sopravvissuti alla guerra atomica, spesso sfigurati e coperti da cappucci neri. Inoltre, nelle città distrutte vivono grossi topi mutati geneticamente che aggrediscono in gruppo gli esseri umani.

## Episodi del primo volume edizione Kappalab (2012)
Le storie riproposte nel primo volume sono:
- Episodio 1: Robot di Fuoco: Alla base Union arriva un allarme rosso accompagnato da visioni allucinanti mandate dagli alieni per sconvolgere le menti dei terrestri. Intanto un globo metallico si avvicina alla Terra e il comandante Horion manda all'attacco due aerei da combattimento, mentre cerca di contattare Antares. Gli aerei vengono respinti dai raggi che la struttura aliena manda loro contro, e inoltre compare anche un gigantesco mostro meccanico, dalle sembianze di una talpa. Antares corre al Big Control che parte in un'area segreta tra i monti per richiamare i componenti del Big Robot. Luno scopre che dentro il mostro c'è una bomba sismica capace di distruggere tutta la base. Antares rende inerme il robot nemico mentre Luno manda Trone a disinnescare la bomba.

- Episodio 2: Rapporto su Alya: Luno fa vedere ad Antares e Horion un video che risale a qualche anno prima, in cui si osserva un meteorite che cade sulla Terra. Esaminando il meteorite, viene trovata una bambina di 5 anni di nome Alya. Successivamente si scopre che la bambina è immortale ed ha dei poteri extrasensioriali con i quali può manipolare la mente umana. Luno fa notare anche che gli attacchi alieni cominciarono poco dopo la comparsa di Alya e crede che ci sia un collegamento tra questi due eventi. Gli alieni non vogliono la bambina viva ma nessuno sa ancora il perché.

- Episodio 3: Ritorno alla Terra: Luno racconta il suo passato e quello di Trone ad Alya e Tomy. I due robot furono costruiti per essere mandati sulla Luna a costruire una base spaziale per gli uomini. Dopo aver costruito la base i due robot rimasero sulla Luna per lungo tempo a causa della inspiegabile interruzione di comunicazione con la Terra. Grazie all'intelligenza di Luno, i due robot trasformano la base in una astronave facendo ritorno sulla Terra dopo 25 anni. I robot trovano le città distrutte e scoprono che una guerra atomica aveva distrutto tutto. I due incontrano Antares che li porta ad una nave arenata sulla spiaggia dove viveva insieme al comandante Horion. Luno si offre di progettare e costruire insieme a Trone Base Union.

- Episodio 4: Lo scudo invincibile: Nella base degli alieni, dietro la Luna, Fuher comunica al suo imperatore Orkus che gli attacchi contro Big Robot si sono rivelati un fallimento. Orkus lo rimprovera, minacciando di mutilarlo. Fuher si rivolge a Nanus, il suo scienziato, che propone lo “Scudo universale” adatto a difendersi dagli attacchi di Big Robot. Lo scudo viene affidato ad un robot-mostro. Alla base Union scatta l'allarme rosso e il comandante Horion manda Antares per difendere la Terra. Big Robot riesce a sconfiggere il mostro e Fuher, osservando il fallimento, si dirige alla sala delle mutilazioni.

- Episodio 5: Il mistero di Orkus: Asteria, una donna misteriosa, cattura Antares con l'ipnosi e lo porta alla base degli alieni. Il ragazzo viene esaminato per scoprire l'accesso al Big Robot ma si scopre che solo lui può accedere. Antares richiede di incontrare Orkus e il suo desiderio viene esaudito. Il ragazzo scopre che l'imperatore non ha un corpo, ma è solo tenebre, e che soprattutto odia Alya, che è il simbolo della vita. Antares, ancora prigioniero degli alieni, sta per essere sottoposto alle torture, ma Alya lo fa teleportare alla Base Union.

- Episodio 6: Gli occhi della Terra: Gli alieni mandano un fascio di luce sulla Base Union e tutti restano accecati tranne Alya e il robot Luno. Gli alieni lanciano il Mostro Magma per distruggere la base ma Luno dirige le mosse di Antares sul Big Robot e dopo uno scontro molto difficile il Big Robot risulta ancora una volta vincitore. La cecità era temporanea, e gli uomini della base riacquistano piano piano la vista.

- Episodio 7: Il cratere della morte: Gli alieni attaccano Base Union con gli ufo, ma Big Robot riesce ad abbattere la nave ammiraglia guidata da Asteria. Asteria viene fatta prigioniera da Antares, che però la lascia andare. Nanus pensa di usare Asteria: infatti, ha capito che il ragazzo prova qualcosa per l'aliena. Asteria viene rimandata sulla Terra, simulando un inseguimento. Asteria dice ad Antares che è fuggita e chiede il suo aiuto. La ragazza rivela ad Antares che gli alieni hanno un terminale nascosto sulla Terra in cui assemblano i robot nemici. Il ragazzo parte subito con il Big Robot per distruggere il terminale, ma Luno scopre che è una trappola ed avvisa Antares che riesce a salvarsi. Luno intanto distrugge Asteria con i suoi raggi laser e si scopre dalle ferite che in realtà la ragazza era un androide.

- Episodio 8: Mostro Galattico: Zorek, il trafugatore di mostri galattici, raggiunge la base degli alieni, portando con sé uno psicosauro richiesto da Fuher. Nel frattempo, sulla Terra, alla Base Union notano che un'astronave aliena arriva dal cielo e si immerge in un lago: la squadra di sorveglianza osserva la zona ed improvvisamente impazzisce di paura. Interviene Big Robot ma all'improvviso Antares si sente angosciato e si rifugia in una gola nascosta. Terrorizzato, sente una chiamata di un essere misterioso che gli dà coraggio. Con molta difficoltà Antares riesce ad uscire dal nascondiglio e sconfiggere il mostro, che scompare: tutto torna come prima. L'essere misterioso ricompare ad Antares e si rivela: è Aarno, sovrintendente della fauna galattica, che stava rintracciando lo psicosauro rapito da Zorek. Si scopre che il mostro si difende usando le paure degli altri. Aarno se ne va, portando con sé lo psicosauro.

- Episodio 9: Quarta dimensione: Nanus propone di allontanare Antares dalla Base Union con uno Stargate, cioè una porta spazio-temporale, che porterà il ragazzo indietro nel tempo fino a 26.000 anni fa. Fuher manda un essere simile ad una cometa, che attacca Base Union. Antares esce con il Big Robot e inseguendo il nemico viene risucchiato nello Stargate piombando nel passato. Il ragazzo esce dal Big Robot per capire cosa sia successo ma viene attaccato da un uomo primitivo che lo stordisce. Nasconde in una caverna Antares e mostra alla sua tribù il Big Robot, sostenendo di essere un privilegiato dagli dei. Intanto nel presente, Alya colpisce una roccia con dei raggi di luce che escono dalle sue dita. Nello stesso momento, Antares, si risveglia nella caverna e osserva una luce sulla parete che incide un simbolo simile a una conformazione stellare. Antares riesce a scappare e raggiungere il Big Robot, dirigendosi verso la costellazione di Pegaso, che è simile al simbolo che ha visto nella caverna. Infatti, trova lo Stargate e ritorna al presente, giusto in tempo per difendere Base Union da un attacco in corso da parte degli alieni.